# Natalie Ceballos
Natalie Ceballos (Winnipeg, Manitoba, Canadá, 4 de abril de 1989) es una actriz canadiense. Ella es conocida por interpretar a Colleen en la serie de televisión Game Shakers.  Ella es conocida por las tres series de televisión NCIS: Los Angeles, Broke y Mistresses.

## Primeros años
Ceballos nació el 4 de abril de 1989 y creció en Winnipeg, Manitoba, Canadá.

## Vida y carrera
Ceballos comenzó a actuar desde 2010 y ha estado activa entonces. Ella ahora que es la actriz muy talentosa que actualmente saber el show televisivo sobre una de las cosas artísticas y las artes estáticas.
Ceballos hizo su propio debut en la serie de televisión Mistresses, está protagonizada por Yunjin Kim, Rochelle Aytes, Alyssa Milano y Jes Macallan, en la que interpreta a Lucia, una chica tan buena solamente porque si le gusta mucho su aparición épica en Eddie & the Empire State of Mind de Rosewood.

## Filmografía

### Televisión
- 2016: Mistresses, 1 episodio.
- 2016: Rosewood, 1 episodio.
- 2017: Game Shakers, 1 episodio.
- 2017: NCIS: Los Angeles, 1 episodio.
- 2020: Broke, 1 episodio.
- 2020: United We Fall, 4 episodios.

### Cine
- 2020: Honesty Weekend